# جون إل. لويس
جون إل. لويس (بالإنجليزية: John L. Lewis)‏ هو عامل مناجم أمريكي، ولد في 12 فبراير 1880 في Cleveland Township, Davis County, Iowa ‏ في الولايات المتحدة، وتوفي في 11 يونيو 1969 في الإسكندرية في الولايات المتحدة.

## وصلات خارجية
- جون إل. لويس على موقع الموسوعة البريطانية (الإنجليزية)
- جون إل. لويس على موقع مونزينجر (الألمانية)
- جون إل. لويس على موقع ميوزك برينز (الإنجليزية)
- جون إل. لويس على موقع إن إن دي بي (الإنجليزية)
- جون إل. لويس على موقع ديسكوغز (الإنجليزية)